# Adrian Paul

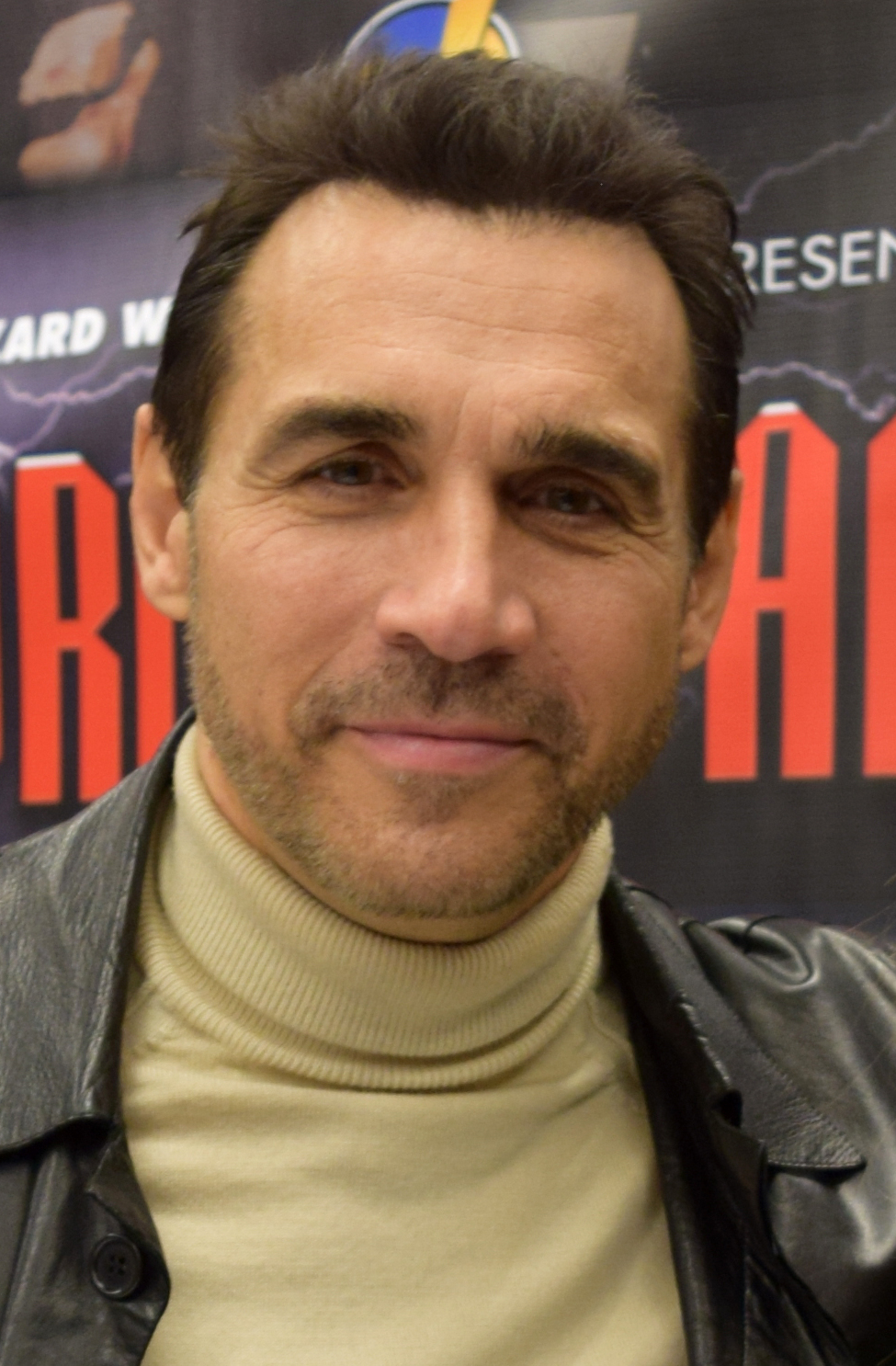
Adrian Paul (2015)

Adrian Paul Hewett (* 29. Mai 1959 in London) ist ein britischer Schauspieler, Produzent und Regisseur.

## Leben
Paul wurde als erstes von drei Kindern in London geboren. Er wuchs zweisprachig auf – seine Mutter ist Italienerin – und entwickelte recht schnell seine Leidenschaft für Sprachen und Reisen. Auf seinen Reisen durch Europa, wo er als Tänzer und Choreograph arbeitete, lernte er neben seinen beiden Muttersprachen außerdem noch Französisch und Spanisch. Paul studierte insgesamt sieben Jahre lang diverse Kampfsportarten u. a. Kung Fu, Tae-Kwon-Do und Boxen; außerdem absolvierte er zusätzlich ein ausgiebiges Schwerttraining mit dem japanischen Katana.
1985 verließ Paul Europa, um in den USA sein Glück als Tänzer und Model zu versuchen. Obwohl er als Kind in einigen Schulaufführungen Theaterluft geschnuppert hatte, wollte er nie Schauspieler werden. Als er schließlich nach Los Angeles zog, besuchte er irgendwann doch einige Castings und bekam schließlich seine erste Rolle in der ABC-Serie Die Colbys – Das Imperium, einem Ableger der Erfolgsserie Der Denver-Clan, in der er den russischen Balletttänzer Kolya darstellte. Es folgte eine Rolle in dem Broadway-Stück Bouncers; im Laufe der Zeit erhielt Adrian kleinere und größere Rollen in Serien wie Krieg der Welten und Dark Shadows. Im Kino spielte er an der Seite von Tom Berenger in Last Rites, in der Neuverfilmung von Die Maske des roten Todes, Love Potion No. 9 und anderen Filmen.
Die Produktion, die ihm große Bekanntheit einbrachte, ist die Fernsehserie Highlander, in der er die Rolle des unsterblichen Duncan MacLeod über sechs Staffeln darstellte. Die Serie lief von 1992 bis 1998 und brachte es auf 119 Episoden. Im Jahr 2000 kam als vierter Teil der zugrunde liegenden Kinoreihe Highlander: Endgame auf die Leinwände, in dem Adrian Paul an der Seite von Christopher Lambert die Hauptrolle spielte. Paul übernahm die Hauptrolle im fünften Teil der Reihe, Highlander – Die Quelle der Unsterblichkeit (2007). Daneben war er in einer Reihe von Horror- und Actionfilmen zu sehen, darunter viele B-Movie, außerdem übernahm er Gastrollen in verschiedenen Fernsehserien. Sein Schaffen umfasst mehr als 60 Produktionen.
Paul heiratete die Schauspielerin Meilani Figalan (dann Meilani Paul) im Jahr 1990. Das Paar ließ sich 1997 scheiden. Im Jahr 2009 heiratete Paul seine langjährige Freundin Alexandra Tonelli. Sie haben drei Kinder, eine Tochter, die 2009 geboren wurde, und zwei Söhne, die 2012 und 2020 geboren wurden.

## Aktivitäten
Außerhalb seiner Filmkarriere gründete Adrian Paul die Stiftung P.E.A.C.E. (Protect, Educate and Aid Children Everywhere), eine Stiftung für die Hilfe von kranken, misshandelten und bedürftigen Kindern.
Zur Zeit betreibt Paul eine kommerzielle Schwertkampf-Akademie namens „The Sword Experience Company“. In weltweit veranstalteten Tour-Events können die Teilnehmer zusammen mit Adrian Paul den Umgang mit Schwertern erlernen und Choreografien aus den Highlander-Filmen und der Serie nachstellen. Im deutschen Ahrensburg sind Tickets zu diesen Workshops zu Preisen zwischen 700 und 950 Euro verkauft worden.

## Filmografie (Auswahl)
- 1986–1987: Die Colbys – Das Imperium (Dynasty II – The Colbys, Fernsehserie, 19 Folgen)
- 1988: Shooter – Reporter in der Hölle (Shooter, Fernsehfilm)
- 1988: Die Schöne und das Biest (Beauty and the Beast, Fernsehserie, Folge 2x03 Ein schwerer Abschied)
- 1988–1990: Krieg der Welten (War of the Worlds, Fernsehserie, 20 Folgen)
- 1989: Die Maske des roten Todes (Masque of the Red Death)
- 1989: Dance Academy II
- 1991: The Owl (Fernsehfilm)
- 1991: Dark Shadows (Fernsehserie, 3 Folgen)
- 1992: Mord ist ihr Hobby (Murder, She Wrote, Fernsehserie, Folge 8x11 Ein hundert Jahre alter Fluch)
- 1992: Love Potion No. 9 – Der Duft der Liebe (Love Potion No. 9)
- 1992–1998: Highlander (Fernsehserie, 117 Folgen)
- 1993: Tod der Mannequins (The Cover Girl Murders, Fernsehfilm)
- 1997: Im Dschungel gefangen (Dead Men Can’t Dance)
- 1998: Susan’s Plan
- 1999: Convergence
- 1999: Merlin: Die Rückkehr (Merlin: The Return)
- 2001: Relic Hunter – Die Schatzjägerin (Relic Hunter, Fernsehserie, Folge 3x07 Der Kuss des Vampiers)
- 2000: Highlander: Endgame
- 2001: The Void – Experiment außer Kontrolle (The Void)
- 2001–2002: Tracker (Fernsehserie, 22 Folgen)
- 2001: Dark Species – Die Anderen (The Breed)
- 2002: Virtual Storm (Storm Watch)
- 2003: Charmed – Zauberhafte Hexen (Charmed, Fernsehserie, Folge 5x10)
- 2003: Nemesis Game
- 2004: Moscow Heat
- 2005: Phantom Below
- 2005: No Way Up – Es gibt kein Entkommen (Throttle)
- 2005: Little Chicago
- 2006: Séance
- 2007: Highlander – Die Quelle der Unsterblichkeit (Highlander – The Source, Fernsehfilm)
- 2007: Lost Colony (Wraiths of Roanoke, Fernsehfilm)
- 2009: In der Tiefe wartet der Tod (Nine Miles Down)
- 2009: Die unglaubliche Reise des Sir Francis Drake (The Immortal Voyage of Captain Drake, Fernsehfilm)
- 2009: Eyeborgs – Nichts ist, wie es scheint (Eyeborgs)
- 2009: The Heavy
- 2011: Cold Fusion
- 2013: Apocalypse Earth (AE: Apocalypse Earth)
- 2013: Kannst du mir vergeben? (The Confession, Fernsehfilm)
- 2013: Yeti – Das Geheimnis des Glacier Peak (Deadly Descent, Fernsehfilm)
- 2014: Apocalypse Pompeii
- 2015: Das Echelon-Desaster (Stormageddon, Fernsehfilm)
- 2017: Air Speed – Fast and Ferocious (The Fast and the Fierce)
- 2019: Arrow (Fernsehserie, 3 Folgen)
- 2022: S.W.A.T. (Fernsehserie, Folge 5x19)